# 伊藤昇 (武道家)
伊藤 昇（いとう のぼる、1947年 - 2002年）は、日本の武道家・運動理論家・トレーナー。

## 人物
1947年、静岡県生まれ。学生時代より少林寺拳法と沖ヨガの修行を中心とした様々な武道やトレーニング方法を学び、胴体の力に着目した独自のトレーニングメソッドを開発する。1975年、武道と胴体トレーニングの道場「飛龍会」を設立。多くの武道家、スポーツ選手、ダンサー等を指導した。
2002年5月29日、転移性肝癌による肝不全のため55歳で死去。

## 胴体力
伊藤の理論では、運動能力の高さは胴体を充分に使えるかどうかにかかっており、人間の運動能力の源となっているのは胴体力であるという。
胴体力は次の三つの基本動作に集約される
- 伸ばす・縮める

　　身体の敏捷性を生み出す
- 丸める・反る

　　身体のしなやかさを生み出す
- 捻る

　　身体のパワーを生み出す
伊藤式胴体トレーニングではこれらの基本動作を繰り返すことで運動能力の質を向上させることを目指す。 伊藤は象徴的な言葉として、｢腕も胴体から出ている。相手の腕がいくら太くても、こちらの胴体の方が太いでしょ｣と残している。
伊藤はこの伊藤式胴体トレーニングを稽古・教授する場として「少林寺拳法研究会」を主催していた。 しかし、少林寺拳法という名称が原因で、教義と異なる他の少林寺拳法関係の問い合わせ・勧誘が多く、名称を変更することにした。そこで「力はいつも胴体から出る」と提唱している伊藤に、弟子の松田陽一（現・FSS松田塾代表）が 研究会の名称に「胴体力メソッド研究会」を提案。そこから「胴体力」という名称が誕生した。
だが、「胴体力」という言葉は現在、飛龍会代表を名乗る女性2名が連名で商標を登録しているが、 商標出願日が伊藤の在命中であり、 飛龍会の幹部会員他に周知されていない状態での登録であった上に、登録権利者が伊藤昇ではないことから、 他会員から反発され、問題となっている。
http://www.matsudajuku.com/registered/index.html%5B%5D